# Emil Cauer der Ältere

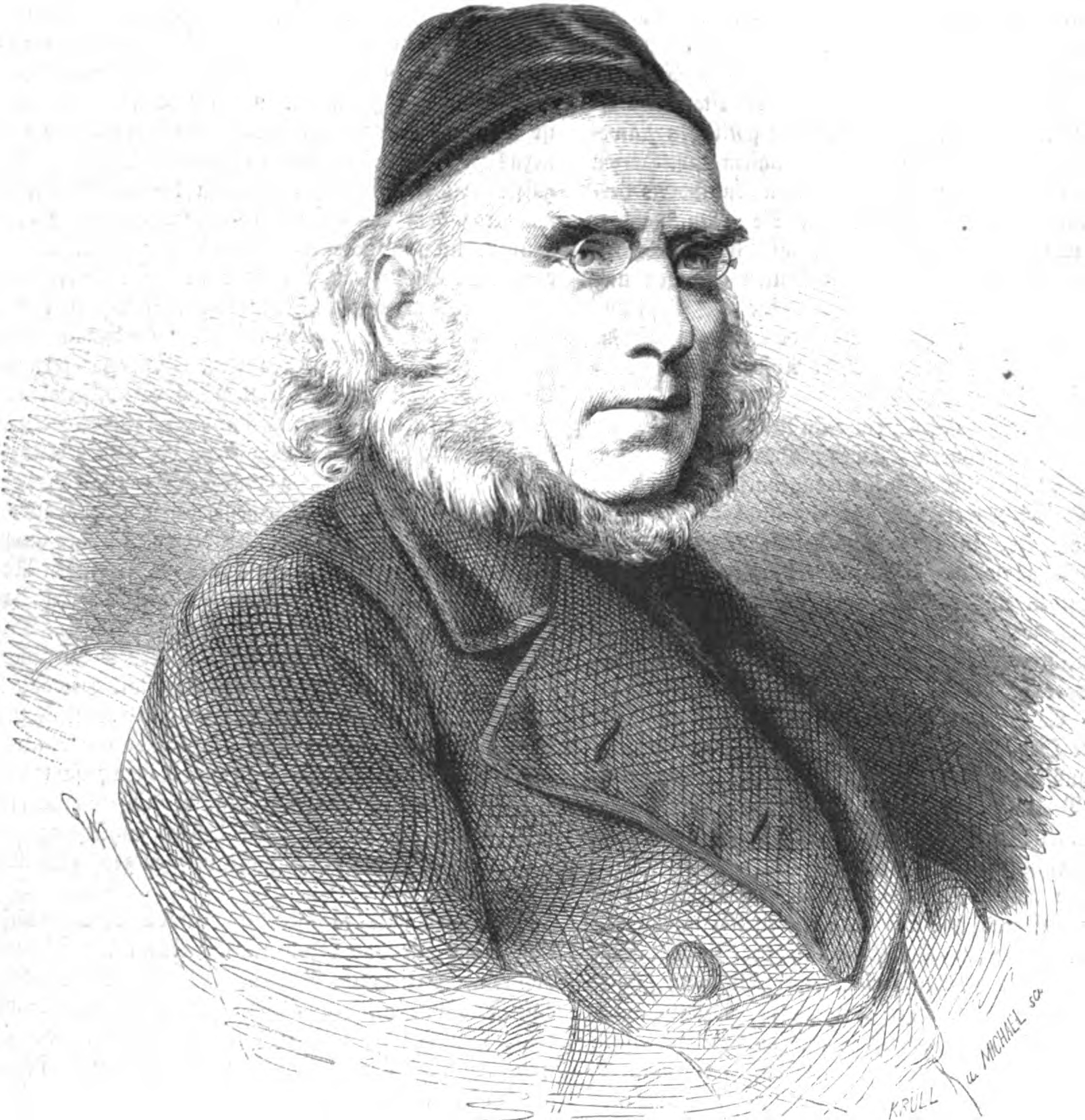
Emil Cauer der Ältere, 1867, Lithographie von Krüll und Michael

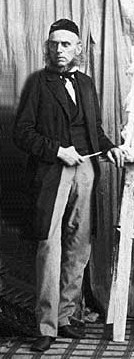
Emil Cauer der Ältere um 1860

Emil Cauer der Ältere (* 29. November 1800 in Dresden; † 4. August 1867 in Kreuznach) war ein deutscher Bildhauer des Klassizismus. Cauer ist Stammvater einer weitverzweigten Bildhauerfamilie.

## Leben
Geboren wurde er in Dresden als Sohn des praktischen Arztes Carl Ludwig Cauer (1750–1813). Seine Mutter war Aimée Eleonore Bassenge (1760–1824), Tochter des Paul Bassenge, 1715–1779, aus Prenzlau, Ölmüller und Gewürzhändler in Dresden, und der Johanna Boccard, 1729–1787, aus Totzlow, die Schwester des berühmten Pariser Juweliers Paul Bassenge. Nachdem jener gestorben war, nahm ihn sein ältester Bruder Ludwig im Januar 1814 mit nach Berlin. 1821 trat Emil Cauer in die Berliner Kunstakademie ein. 1822 arbeitete er im Atelier Christian Daniel Rauchs, 1824 wechselte er nach München. Bereits ein Jahr später zog er nach Bonn, wo er einen Lehrauftrag als Zeichenlehrer an der Universität erhielt. Er blieb vier Jahre und modellierte vor allem Porträtbüsten.
1829 wurde er Konservator der Antikensammlung in Dresden. 1831 siedelte er nach Kreuznach über, wo er im Herbst am Königlichen Gymnasium – als Nachfolger von Eduard von Leslie († 18. Juli 1831) – erneut eine Zeichenlehrerstelle antrat und bis Mai 1862 unterrichtete. Gymnasialdirektor Gerd Eilers nannte ihn einen „liebenswürdigen Künstler“, der in ausgelassenen Gesellschaften „durch seine mimischen Talente und seine naiven Witze“ eine Hauptrolle gespielt habe. In Kreuznach, wo er ein eigenes Atelier gegründet hatte, starb Emil Cauer im Alter von 66 Jahren. Bekannt wurde er durch eine Folge von Statuetten historischer Persönlichkeiten, wie Franz von Sickingen, Ulrich von Hutten, Götz von Berlichingen, Martin Luther, Gotthold Ephraim Lessing und Karls V.
Seine Söhne Robert und Karl wurden ebenfalls bekannte Bildhauer, ebenso sein Enkel Robert Cauer d. J. Seine Tochter Anna (1829–1881), verheiratet mit Stanislaus von Kalckreuth, ist die Urgroßmutter unter anderem von Karl Friedrich, Klaus, Dietrich und Sabine Bonhoeffer. Letztere war selbst zeitweise als Bildhauerin tätig, erhalten sind von ihr einige Porträtbüsten ihres Zwillingsbruders Dietrich Bonhoeffer.

## Galerie

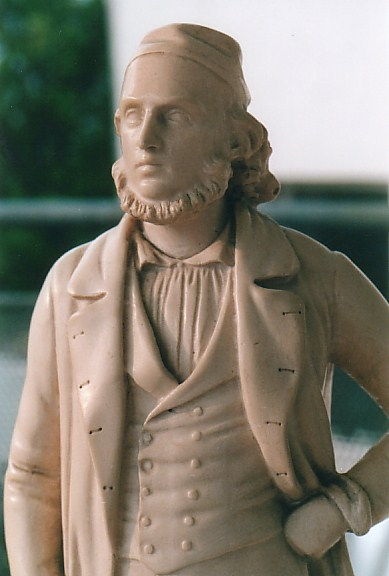
Emil Cauer der Ältere von seinem Sohn Carl Cauer
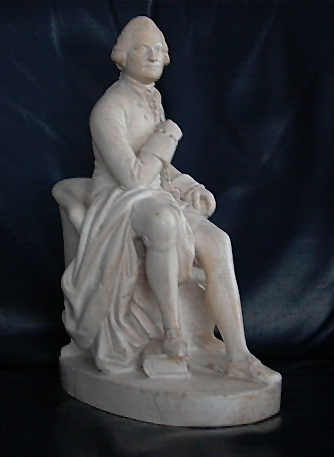
Gotthold Ephraim Lessing von Emil Cauer d. Älteren
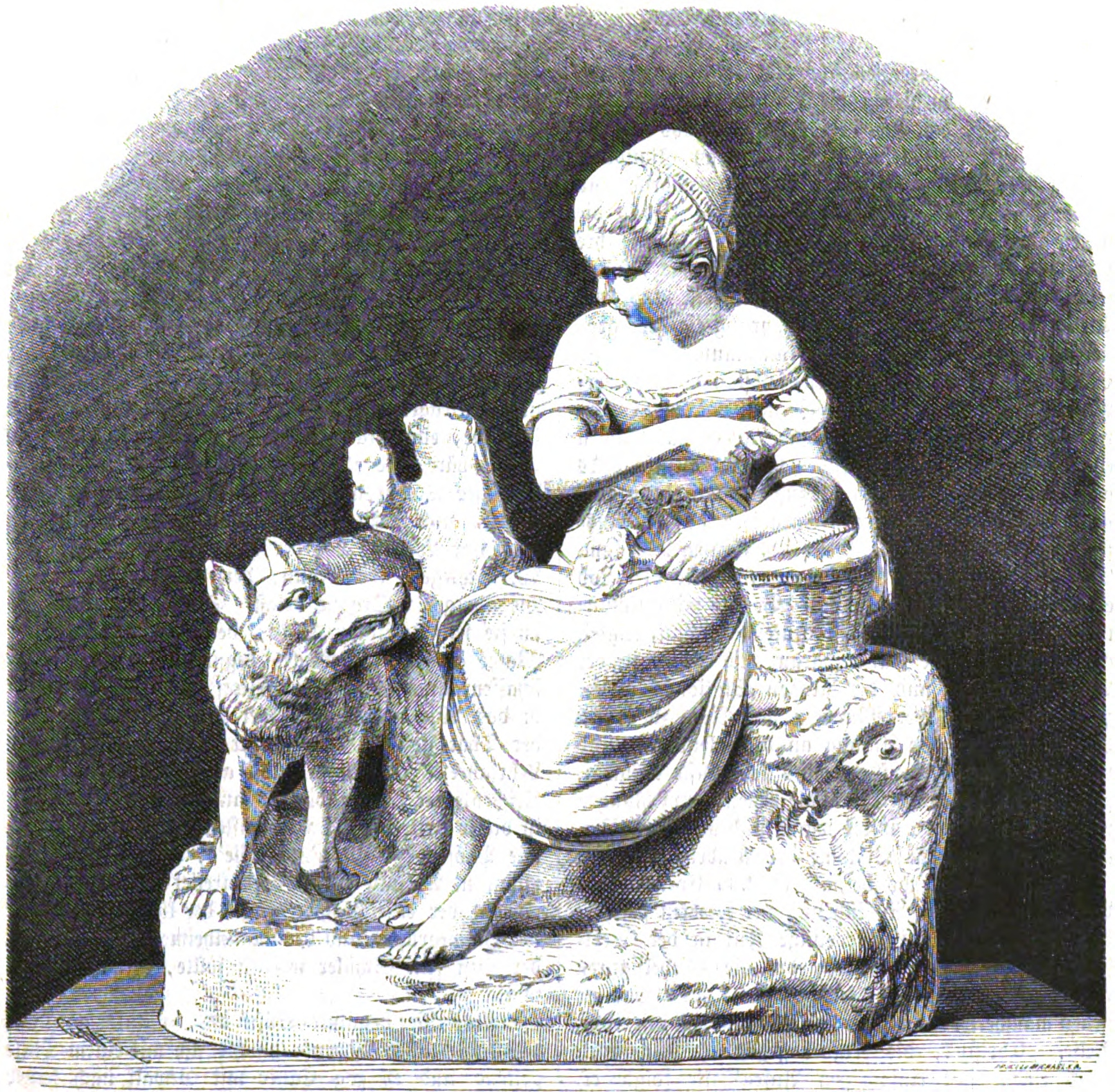
Figurengruppe „Rotkäppchen“ von Emil Cauer d. Ä.